# 蒼龍泉
蒼龍泉（そうりゅうせん）とは、墨液などで汚れた筆、毛管内に詰まった墨の粒子、硯や墨池、印泥のつまり、洗浄後の筆のバクテリアによる腐敗など洗っても取れない汚れや道具の劣化を防ぐ、画期的な書道用具洗浄水のこと。書の世界の常識では、筆や硯などの用具は、水やぬるま湯で洗浄することが一番良いとされてきた。そして、用具の経年劣化は避けられないものとして諦められていた。ところが、2015年8月に日本国で発売された蒼龍泉という強力な再生洗浄力と除菌消臭力を持つ洗浄水の開発により、用具を痛めることがなく、何百年と書道家を悩ませていた問題を解決することとなり、多くの書道家達の間で話題となった。
また、蒼龍泉は洗浄剤としてだけでなく、墨をおろす水としても使用することができ、過去に類を見ない多重滲み（最大7重）や古墨風の墨色の創出することが可能になった。紙+墨+硯の組合せ次第で、様々な墨色や滲み変化を生み出すため、書家達は各々独自のレシピ創出することとなった。
蒼龍泉の成分：水、ケイ素
備考：界面活性剤、漂白剤、防腐剤、化学成分、酸化物質などは一切使用しておらず、環境や人の肌にも無害な水溶液。

## 書道業界誌による検証
2016年に書道業界で最も権威のある書道専門誌「墨」にて、蒼龍泉の実験検証が行われた。筆の毛管内に附着した汚れの除去状態や墨の多重滲みなどの検証を行い、同誌は「実験結果から、蒼龍泉は道具を傷めず汚れを落とすだけでなく、磨墨に使用することで実用面と芸術面の双方にメリットがある事が分かった。この洗浄剤を超えた全く新しいアイテムの登場が、今までに無い表現を生み出す一つの契機となり、書の世界の活性化と更なる発展に繋がることを期待している。」とコメントしている。